# Архиепархия Хараре
Архиепархия Хараре (лат. Archidioecesis Hararensis) — архиепархия Римско-католической церкви с центром в городе Хараре, Зимбабве. В митрополию Хараре входят епархии Гокве, Мутаре и Чинхойи. Кафедральным собором архиепархии Хараре является церковь Святейшего Сердца Иисуса.

## История
2 июля 1879 года Святой Престол учредил миссию sui iuris Замбези, выделив её из апостольского викариата Натала (сегодня — архиепархия Дурбана).
9 марта 1915 года миссия sui iuris Замбези была преобразована в апостольскую префектуру.
14 июля 1927 года апостольская префектура Замбези передала часть своей территории для создания апостольской префектуры Брокен-Хилла (сегодня — архиепархия Лусаки) и одновременно изменила своё название на апостольскую префектуру Солсбери. 
4 января 1931 года апостольская префектура Солсбери передала часть своей территории для создания миссии sui iuris Булавайо (сегодня — архиепархия Булавайо).
3 марта того же года Папа Римский Пий XI издал бреве «Compertum habemus», которым преобразовал апостольскую префектуру Солсбери в апостольский викариат.
2 февраля 1953 года апостольский викариат Солсбери передал часть своей территории для учреждения апостольской префектуры Умтали (сегодня — епархия Мутаре) и 29 июня того же года передал ещё часть территории для учреждения апостольской префектуры Уанки (сегодня — епархия Хванге).
1 января 1955 года Папа Римский Пий XII издал буллу «Quod Christus», которой возвёл апостольский викариат Солсбери в ранг архиепархии-митрополии.
17 декабря 1973 года архиепархия Солсбери передала часть своей территории для создания апостольской префектуры Синои (сегодня — епархия Чинхойи). 
25 июня 1982 года архиепархия Солсбери получила своё нынешнее название.

## Ординарии архиепархии
- священник Анри Жозеф Депельшен, S.J.[1] (2.07.1879 — апрель 1883);
- священник Альфред Уэлд, S.J. (1883—1887);
- священник Альфонс Деньо, S.J. (1887—1891);
- священник Генри Шомберг Керр, S.J. (1891 — 18.08.1895);
- священник Ричард Сайкс, S.J. (1896—1904);
- священник Игнатиус Гартлан, S.J. (1904—1911);
- священник Эдвард Парри, S.J. (1911—1915);
- священник Ричард Сайкс S.J. (1915—1918);
- священник Эдвард Парри, S.J. (1918—1922);
- священник Роберт Браун, S.J. (1922—1929);
- архиепископ Астон Себастьян Джозеф Чичестер, S.J. (4.03.1931 — 23.11.1956);
- архиепископ Фрэнсис Уильям Маркалл, S.J. (23.11.1956 — 31.05.1976);
- архиепископ Патрик Фани Чакайпа (31.05.1976 — 8.04.2003);
- архиепископ Роберт Кристофер Ндлову (с 10 июня 2004 года).

## Статистика
| год  | население | население | население | священники | священники        | священники         | священники                           | постоянные диаконы | монахи  | монахи  | приходы |
| год  | католики  | всего     | %         | всего      | белое духовенство | черное духовенство | число католиков на одного священника | постоянные диаконы | мужчины | женщины | приходы |
| ---- | --------- | --------- | --------- | ---------- | ----------------- | ------------------ | ------------------------------------ | ------------------ | ------- | ------- | ------- |
| 1950 | 44.279    | 1.023.567 | 4,3       | 82         | 2                 | 80                 | 539                                  |                    | 27      | 308     |         |
| 1970 | 176.242   | 2.085.910 | 8,4       | 158        | 21                | 137                | 1.115                                |                    | 188     | 482     | 23      |
| 1980 | 209.187   | 2.197.844 | 9,5       | 119        | 28                | 91                 | 1.757                                |                    | 133     | 467     | 9       |
| 1990 | 254.835   | 3.211.334 | 7,9       | 111        | 34                | 77                 | 2.295                                |                    | 108     | 423     | 3       |
| 1999 | 363.027   | 4.392.568 | 8,3       | 154        | 42                | 112                | 2.357                                |                    | 241     | 397     | 3       |
| 2000 | 400.586   | 4.515.578 | 8,9       | 151        | 41                | 110                | 2.652                                |                    | 253     | 411     | 3       |
| 2001 | 452.468   | 4.642.014 | 9,7       | 132        | 36                | 96                 | 3.427                                |                    | 215     | 395     | 3       |
| 2002 | 369.771   | 4.443.427 | 8,3       | 133        | 37                | 96                 | 2.780                                |                    | 233     | 273     | 41      |
| 2003 | 379.291   | 4.771.838 | 7,9       | 129        | 39                | 90                 | 2.940                                |                    | 223     | 351     | 43      |
| 2004 | 483.293   | 4.866.000 | 9,9       | 124        | 38                | 86                 | 3.897                                |                    | 295     | 350     | 43      |
| 2006 | 499.810   | 4.936.000 | 10,1      | 134        | 36                | 98                 | 3.729                                |                    | 272     | 365     | 43      |
| 2007 | 512.215   | 4.960.440 | 10,3      | 138        | 38                | 100                | 3.711                                | 1                  | 318     | 373     | 43      |
| 2013 | 565.000   | 5.544.000 | 10,2      | 163        | 59                | 104                | 3.466                                |                    | 294     | 302     | 54      |
| 2016 | 601.000   | 3.351.465 | 17,9      | 168        | 53                | 115                | 3.577                                |                    | 305     | 290     | 56      |
| 2019 | 640.170   | 3.569.900 | 17,9      | 166        | 56                | 110                | 3.856                                |                    | 287     | 254     | 57      |